# Colossal Head
Colossal Head è un album dei Los Lobos, pubblicato dalla Warner Bros. Records nel 1996.

## Tracce
1. Revolution – 3:08 (David Hidalgo, Louie Pérez)
2. Mas y mas – 4:42 (David Hidalgo, Louie Pérez)
3. Maricela – 3:52 (Cesar Rosas)
4. Everybody Loves a Train – 3:27 (David Hidalgo, Louie Pérez)
5. Can't Stop the Rain – 3:36 (Cesar Rosas)
6. Life Is Good – 4:08 (David Hidalgo, Louie Pérez)
7. Little Japan – 5:08 (Cesar Rosas, Louie Pérez)
8. Manny's Bones – 3:24 (David Hidalgo, Louie Pérez)
9. Colossal Head – 4:14 (David Hidalgo, Louie Pérez)
10. This Bird's Gonna Fly – 4:19 (Cesar Rosas)
11. Buddy Ebsen Loves the Night Time – 2:57 (David Hidalgo)

## Musicisti
- David Hidalgo - voce, chitarra, accordion, fiddle, requinto jarocho
- Cesar Rosas - voce, chitarra, bajo sexto
- Steve Berlin - sax
- Conrad Lozano - voce, basso, guitarrón
- Louie Pérez - batteria, jaranas

Musicisti aggiunti
- Victor Bisetti - batteria, percussioni
- Efrain Toro - percussioni
- Pete Thomas - batteria
- Yuka Honda - tastiera[1]